# Andy McKee

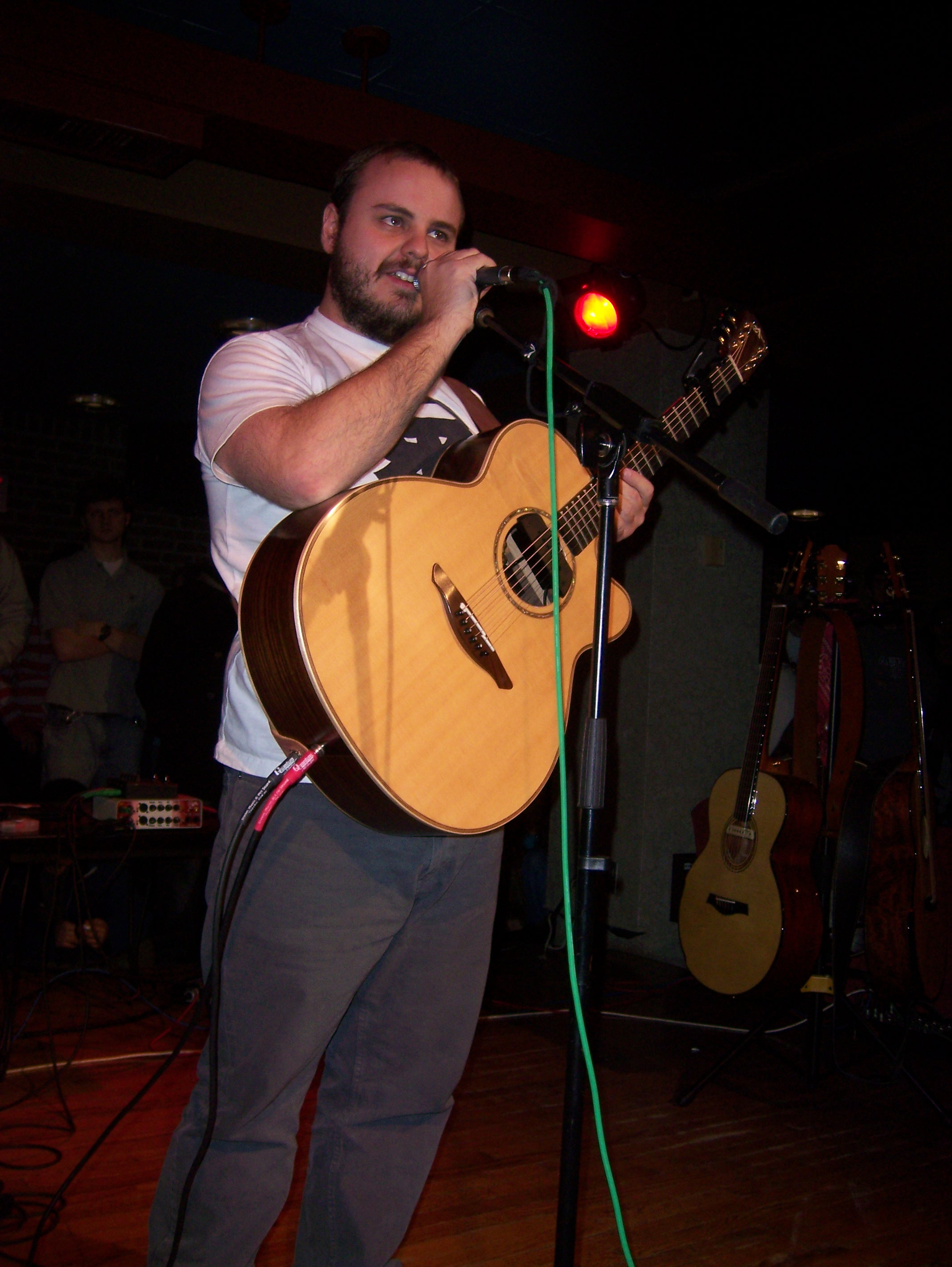
Andy McKee, 2008

Andy McKee (* 4. April 1979 in Topeka, Kansas) ist ein US-amerikanischer Fingerstyle-Gitarrist und Komponist.

## Biografie
Zu seinem 13. Geburtstag bekam Andy McKee von seinem Vater seine erste Gitarre geschenkt, eine Konzertgitarre. Nicht viel später begann er E-Gitarre zu spielen und Stücke seiner damaligen Lieblingsbands zu covern (Metallica, Eric Johnson, Joe Satriani, Dream Theater).
An seinem 16. Geburtstag nahm ihn ein Cousin zu einem Workshop des Gitarristen Preston Reed mit, dem wichtigsten Ereignis in Andy McKees Laufbahn als Fingerstyle-Gitarrist. Er entdeckte die Musik der drei bekannten Akustikgitarristen Michael Hedges, Don Ross und Billy McLaughlin, die er heute als seine wichtigsten musikalischen Einflüsse bezeichnet.

## Musikkarriere
Mit dem Komponieren eigener Stücke begann Andy McKee im Alter von 20 Jahren. Seine ersten internationalen Auftritte hatte er 2003 auf einer Tournee durch Taiwan, später folgten Auftritte in Japan, China, Belgien, England, Deutschland, Kanada und Luxemburg. Nachdem sein Label Candy Rat Records Ende 2006 Videos auf YouTube veröffentlichte, wurde McKee innerhalb kurzer Zeit sehr bekannt. Ein Musikvideo, auf dem er Drifting spielt, gehört zu den 100 beliebtesten Videos auf YouTube (Stand: 16. Mai 2011). 2007 wirkte McKee auf Josh Grobans Weihnachtsalbum Noël mit. Auf diesem Grammy-nominierten Album steuerte er die Gitarrenparts für den Song Little Drummer Boy bei. Aufgenommen in Malibu, Kalifornien, wurde Noël in den USA zum meistverkauften Album 2007.

Im Jahr 2012 wirkte McKee als Gast bei Prince’ Welcome-2-Australia-Tour in Australien mit.

## Auszeichnungen
2001 belegte Andy McKee bei dem traditionsreichen Wettbewerb National Fingerstyle Guitar Competition in Winfield, Kansas, dem alljährlichen Walnut Valley Festival, als jüngster Teilnehmer, der es jemals unter die besten drei geschafft hat, den dritten Platz. 2003 belegte er mit seiner Harfengitarre bei einem weiteren Wettbewerb, den Kansas State Fiddling and Picking Championships, in der Kategorie diverse akustische Instrumente den ersten Platz. Mit dem Titelsong seiner CD Dreamcatcher (2004, Andy McKee) gewann er bei einem Wettbewerb die Möglichkeit eines Bühnenauftritts mit dem Bassisten Michael Manring.

## Diskografie
| Albumname                                       | Jahr |
| ----------------------------------------------- | ---- |
| Nocturne                                        | 2001 |
| Dreamcatcher                                    | 2004 |
| Art of Motion                                   | 2005 |
| Gates of Gnomeria                               | 2007 |
| Split DVD mit Antoine Dufour                    | 2007 |
| The Thing That Came from Somewhere mit Don Ross | 2008 |
| Common Ground EP                                | 2009 |
| Joyland                                         | 2010 |
| Mythmaker                                       | 2014 |